# La Princesse de Trébizonde
 (mars 2024).
Si vous disposez d'ouvrages ou d'articles de référence ou si vous connaissez des sites web de qualité traitant du thème abordé ici, merci de compléter l'article en donnant les références utiles à sa vérifiabilité et en les liant à la section « Notes et références ».
Versions successives
- Version de juillet 1869 en 2 actes
- Version de décembre 1869 en 3 actes

Personnages
- Régina
- Zanetta
- Le Prince Raphaël
- Le Prince Casimir
- Sparadrap
- Paola
- Trémolini
- Cabriolo

La Princesse de Trébizonde est un opéra-bouffe en trois actes de Jacques Offenbach, livret de Charles Nuitter et Étienne Tréfeu, créé à Baden-Baden le 31 juillet 1869 en deux actes, puis remanié en trois actes le 7 décembre 1869 au théâtre des Bouffes-Parisiens.

## Argument

### Acte I
Une place publique
La princesse de Trébizonde est une figure de cire, principale attraction de la troupe de forains dirigée par Cabriolo. Le nez de la figure de cire ayant été cassé par Zanetta, celle-ci prend sa place pendant la représentation.
Le prince Raphaël assiste au spectacle et tombe amoureux de la statue. En paiement de sa place, il donne un billet de loterie qui s'avère gagnant et dont le lot est un château.

### Acte II
Le château
La troupe s'ennuie dans le château et regrette la vie errante. Lors d’une chasse, le prince Raphaël, son père le prince Casimir et son précepteur Sparadrap se présentent au château. Le prince Casimir, poussé par son fils, accepte d’acheter toutes les figurines de l’ancienne attraction foraine et nomme Cabriolo conservateur de son musée.

### Acte III
Le palais de Casimir
Cabriolo s'est installé dans le palais du prince Casimir avec sa troupe. Les couples se forment : Raphaël et Zanetta, Trémolini et Régina, Sparadrap et Paola. Lors d'une fête, Casimir intervient inopinément et montre son mécontentement sur ce qui se passe dans son palais. Mais la découverte de son précédent mariage avec une acrobate (la sœur de Paola !) règle le problème et tout se termine joyeusement par un triple mariage.

## Distribution originale
Version en trois actes du 7 décembre 1869
| Rôle           | Interprète          | Tessiture     |
| -------------- | ------------------- | ------------- |
| Régina         | Mlle Chaumont       | Mezzo-soprano |
| Zanetta        | Mlle Fonti          | Soprano       |
| Paola          | Félicia Thierret    | Contralto     |
| Prince Raphaël | Mlle Anna Van Ghell | Mezzo-soprano |
| Cabriolo       | Désiré              | Basse         |
| Trémolini      | Bonnet              | Ténor         |
| Prince Casimir | Jean Berthelier     | Ténor         |
| Sparadrap      | Édouard Georges     | Ténor         |

## Airs

### Acte I
| N° | Titre                    | Air                                | Interprètes                                        |
| -- | ------------------------ | ---------------------------------- | -------------------------------------------------- |
| 1a | Chœur de Saltimbanques   | Entrez, messieurs et dames         | Trémolini, Cabriolo                                |
| 1b | Chœur de la loterie      | Ce château mis en loterie          | Chœur                                              |
| 1c | Boniment                 | Messieurs, prêtez-moi vos oreilles | Trémolini                                          |
| 2  | Couplets du nez cassé    | Ah ! quel malheur                  | Zanetta                                            |
| 3  | Chanson                  | Quand je suis sur la corde raide   | Régina                                             |
| 4  | Romance des tourterelles | Une jeune fille passait            | Raphaël                                            |
| 5a | Chœur                    | Ah ! ce spectacle était charmant   | Zanetta, Régina, Paola, Trémolini, Cabriolo, chœur |
| 5b | 1313 !                   | Treize cent treize                 | Zanetta, Régina, Paola, Trémolini, Cabriolo, chœur |
| 5c | Adieux à la baraque      | Adieu baraque héréditaire          | Zanetta, Régina, Paola, Trémolini, Cabriolo, chœur |
| 5d | Strette                  | Tout va changer                    | Zanetta, Régina, Paola, Trémolini, Cabriolo, chœur |

### Acte II
| N°    | Titre                               | Air                                                          | Interprètes                                 |
| ----- | ----------------------------------- | ------------------------------------------------------------ | ------------------------------------------- |
| 6     | Quintette des assiettes             | Où sont nos folles parades                                   | Zanetta, Régina, Paola, Trémolini, Cabriolo |
| 6 bis | Mélodrame                           |                                                              |                                             |
| 7     | Chœur des chasseurs                 | Au bois on chasse                                            | Chœur                                       |
| 8     | Duo                                 | La voilà, elle est là, celle pour qui mon cœur soupire . . . | Zanetta, Raphaël                            |
| 9.    | Couplets de la canne                | Me maquillé-je comme on dit                                  | Casimir                                     |
| 10    | Couplets de la figure de cire       | Elle est peinte admirablement                                | Raphaël                                     |
| 11a   | Chœur et scène                      | Quoi ! c'est le prince Casimir?                              | Tous                                        |
| 11b   | Ronde de la princesse de Trébizonde | Femme du grand Rothomago                                     | Zanetta, tous                               |
| 11c   | Strette                             | Mon bonheur est complet                                      | Tous                                        |

### Acte III
| N°    | Titre                         | Air                               | Interprètes              |
| ----- | ----------------------------- | --------------------------------- | ------------------------ |
| 12a   | Chœur                         | Ah ! quel ennui, quel sot métier  | Chœur                    |
| 12b   | Couplets des pages            | Cet enfant manquait d'audace      | Pages                    |
| 13    | Romance                       | Fleur qui se fane avant d'éclore  | Raphaël                  |
| 14a   | Chœur                         | Voici Monseigneur                 | Tous                     |
| 14b   | Couplets du prince Casimir    | Je suis satisfait                 | Casimir                  |
| 15a   | Scène                         | D'où vient cette crise soudaine   | Tous                     |
| 15b   | Ariette du mal de dents       | Oh! j'ai mal aux dents            | Raphaël, Tous            |
| 15bis | Chœur de sortie               | Ah! c'est trop souffrir           | Tous                     |
| 16    | Duo de l'enlèvement           | Moment fatal, Hélas ! Que faire ? | Régina, Trémolini        |
| 17    | Ronde des pages               | Faisons notre ronde               | Pages                    |
| 17bis | Réminiscence                  | Il va venir                       | Paola                    |
| 18a   | Ensemble                      | Nous voilà !                      | Tous                     |
| 18b   | Brindisi                      | O Malvoisie !                     | Raphaël, Zanetta, chœurs |
| 18c   | Grand Galop                   |                                   | Tous                     |
| 19    | Finale et reprise de la ronde |                                   | Tous                     |

## Discographie
- La Princesse de Trébizonde (1966) : Lina Dachary, Aimé Doniat, Robert Destain, Joseph Peyron, Nicole Briard, Raymond Amade, Germaine Duclos, Gaston Rey. Choeurs et Orchestre de la RTF, direction Marcel Cariven.

- La Princesse de Trébizonde (2023): Virginie Verrez, Anne-Catherine Gillet, Antoinette Dennefeld, Josh Lovell, Opera Rara chorus, Orchestre philharmonique de Londres dirigé par Paul Daniel (label Opéra Rara)